# Wally Halder
Wally Halder (né le 15 septembre 1925 à Toronto au Canada et mort le 27 octobre 1994 dans la même ville) est un joueur canadien de hockey sur glace. Lors des Jeux olympiques d'hiver de 1948 disputés à Saint Moritz il remporte la médaille d'or.